# Akanvaara (kulle i Lappland)
Akanvaara är en kulle i Finland.   Den ligger i den ekonomiska regionen  Östra Lapplands ekonomiska region  och landskapet Lappland, i den norra delen av landet, 800 km norr om huvudstaden Helsingfors. Toppen på Akanvaara är 391 meter över havet, eller 133 meter över den omgivande terrängen. Bredden vid basen är 2,3 km.
Terrängen runt Akanvaara är huvudsakligen platt, men den allra närmaste omgivningen är kuperad.  Trakten runt Akanvaara är nära nog obefolkad, med mindre än två invånare per kvadratkilometer. Närmaste större samhälle är Savukoski, 16,0 km norr om Akanvaara. 